# Lehsen
Lehsen ist ein Ortsteil der Stadt Wittenburg im Landkreis Ludwigslust-Parchim in Mecklenburg-Vorpommern (Deutschland).

## Geografie und Verkehrsanbindung
Der Ort liegt etwa 30 Kilometer südwestlich von Schwerin und vier Kilometer entfernt von Wittenburg. Die Bundesautobahn 24 verläuft zwei Kilometer nördlich des Dorfes und ist über die Anschlussstelle Wittenburg erreichbar. Der nächste Bahnhof befindet sich in Hagenow.

## Geschichte
Lehsen wurde 1233 erstmals im Ratzeburger Zehntregister im Kirchspiel Wittenburg erwähnt. Erst im Bede-Register von 1496 sind in to Lessen (Lehsen) wieder 16 Familien genannt worden.
Im Mittelalter war Lehsen bis 1690 ein Lehen der Familie von Blücher. 1635 bat Heinrich von Blücher den Herzog um Erlaubnis, im Eickmanßhorst 100 Eichenbäume fällen zu dürfen. 1638 kam die Erlaubnis mit der Anmerkung damit dem gedachten ruinierten Lehen Gut Lehsen wieder aufgeholfen werde. Das ehemalige Rittergut befand sich nahe dem heutigen Mausoleum. 
Ab 1690 erwarben die aus Braunschweig und Wolfenbüttel stammenden von Laffert Landbesitz im westlichen Mecklenburg. 
1701 erhielt der Hof- und Geheimkämmer Wigand von Laffert den Lehn-Brief für das Gut Lehsen. Nach der Errichtung des Fideikommiss 1723 besaß die Familie von Laffert das Gut noch weitere sechs Generationen. Unter Hofrat Ludolph Friedrich von Laffert, dessen Vater Gotthard Leonhard von Laffert 1769 auch das Lehngut Dammereez gekauft hatte, kam es in Lehsen zu weitreichenden Veränderungen. Die Familie von Laffert unterhielt auf Lehsen eine Baumschule, die Laffert'sche Plantage mit Obstgehölzen und seltenen Baumarten. Sein Sohn Kammerherr Ernst August von Laffert auf Lehsen, Garlitz, Wittorf und Dannenbüttel ließ 1822 das neue Herrenhaus durch den in Lübeck niedergelassenen dänischen Baumeister und Architekten Joseph Christian Lillie bauen. Im Park entstanden sechs Logierhäuser nebst Remisen und Ställen. Das neue Restaurantgebäude hatte außer einem Speisesalon noch ein Billardzimmer, ein Lesekabinet und ein Toilettenzimmer. Ganz in der Nähe befand sich die Turnhalle mit einer Kegelbahn, einem Wellenbad und dem Eiskeller. Mittels der vorhandenen Kaltwasserquelle konnte ab 1847 der Direktor J. H. Rausse in der Wasserheilanstalt Wasserkuren anbieten.

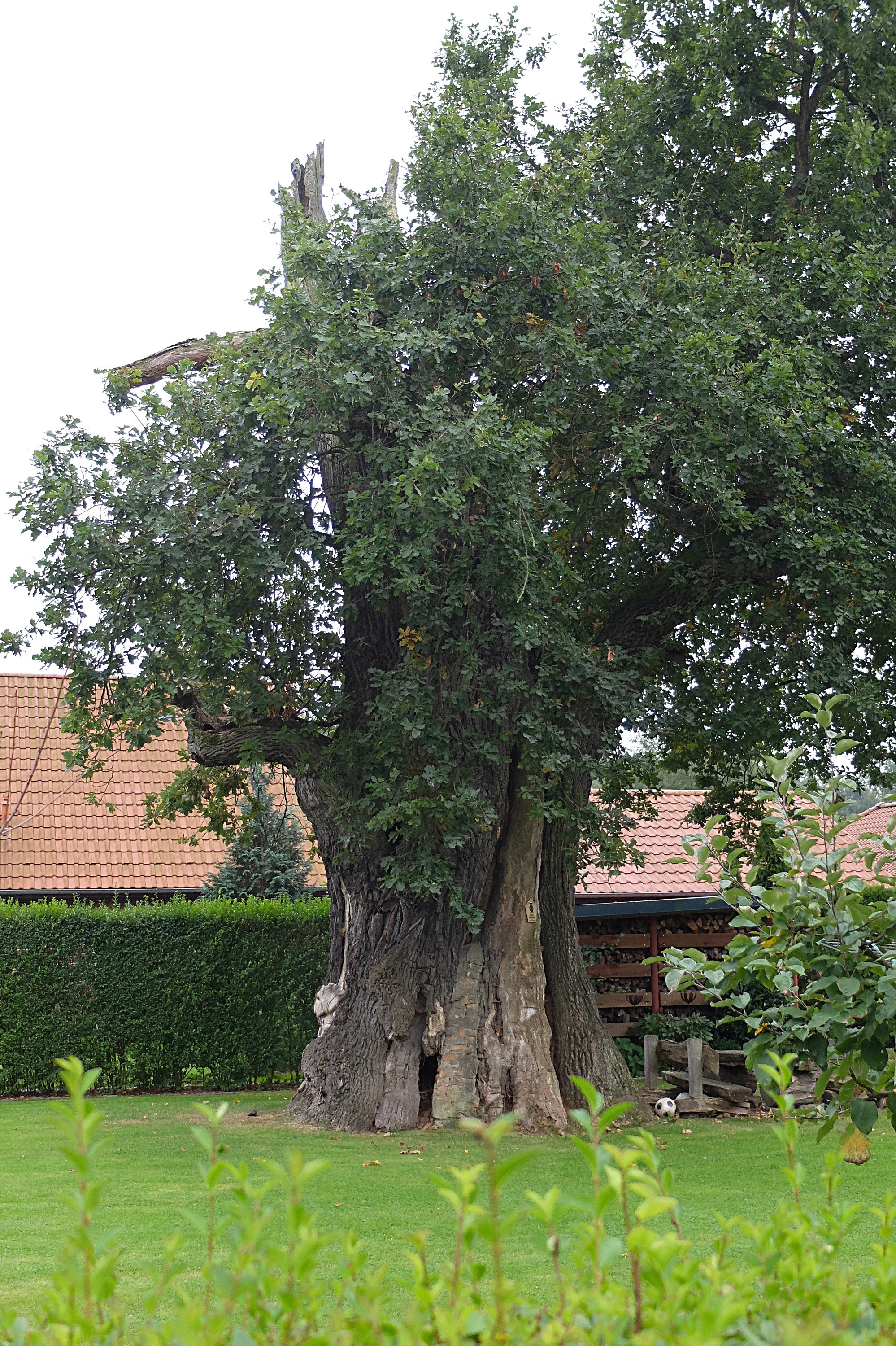
Naturdenkmal Eiche (Sept.2014)

Nachdem die von Laffert 1801 in die mecklenburgische Ritterschaft aufgenommen waren, hatten sie von 1803 bis 1889 acht ihrer Töchter zur Aufnahme in das adelige Damenstift im Kloster Dobbertin in das dortige Einschreibebuch eintragen lassen. 
1899 kaufte der Landwirt Wilhelm Jäger aus Düsseldorf das Gut für 735.000 Mark. Mehrere Besitzerwechsel folgten, bis der Kaufmann Dr. Otto Sprenger aus Vaduz das Gut 1928 an Gesellschaft für Landesverwaltung Deutsche Scholle verpachtete. 1937 übernahm die Siedlergesellschaft die komplette Gutsanlage. 
Am Ende des Zweiten Weltkrieges wurde das Herrenhaus für Flüchtlinge, Vertriebene und später als Kreiskinderheim genutzt. Ab 1970 war es Sitz der Gemeindeverwaltung, der Landwirtschaftlichen Produktionsgenossenschaft (LPG) und der Kooperativen Abteilung Pflanzenproduktion (KAP) Wittenburg. 
In Lehsen wurde erst 1955 eine LPG Freie Jugend Typ III gebildet und 1958 waren nur 20 Prozent der landwirtschaftlichen Nutzfläche der Gemeinde durch die LPG bewirtschaftet worden. 1957 zählte die Gemeinde 349 und 1962 339 Einwohner. Nach der Vereinigung mit der LPG Schildetal Camin kam es 1976 zur Bildung der KAP Wittenburg-Camin.
Anlässlich des zweiten Parkfestes am Tag des Genossenschaftsbauern fasste die Gemeindevertretung im Juni 1977 den Beschluss zur Rekonstruktion des gesamten Park-Schloss-Komplexes. Für die nach 1950 wegen Baufälligkeit abgebrochene Orangerie hatte man einen Musikpavillon mit Freitanzfläche geschaffen und aus dem Parkteich wurden 52 Anhänger voll Schlamm entnommen, um wieder klares Wasser zu erhalten. Die innere und äußere Rekonstruktion des ehemaligen Herrenhauses erfolgte ab 1977 nach Vorschlägen des damaligen Instituts für Denkmalpflege der DDR. Sogar die Uhr am Giebeldreieck wurde repariert. 
Wegen fehlender Nutzung stand das Gebäude nach der Wende bis 1999 leer, wurde danach aufwändig saniert und wird seit 2004 wieder bewohnt.
Zum 25. Mai 2014 wurde Lehsen zusammen mit Körchow nach Wittenburg eingemeindet.

## Sehenswürdigkeiten

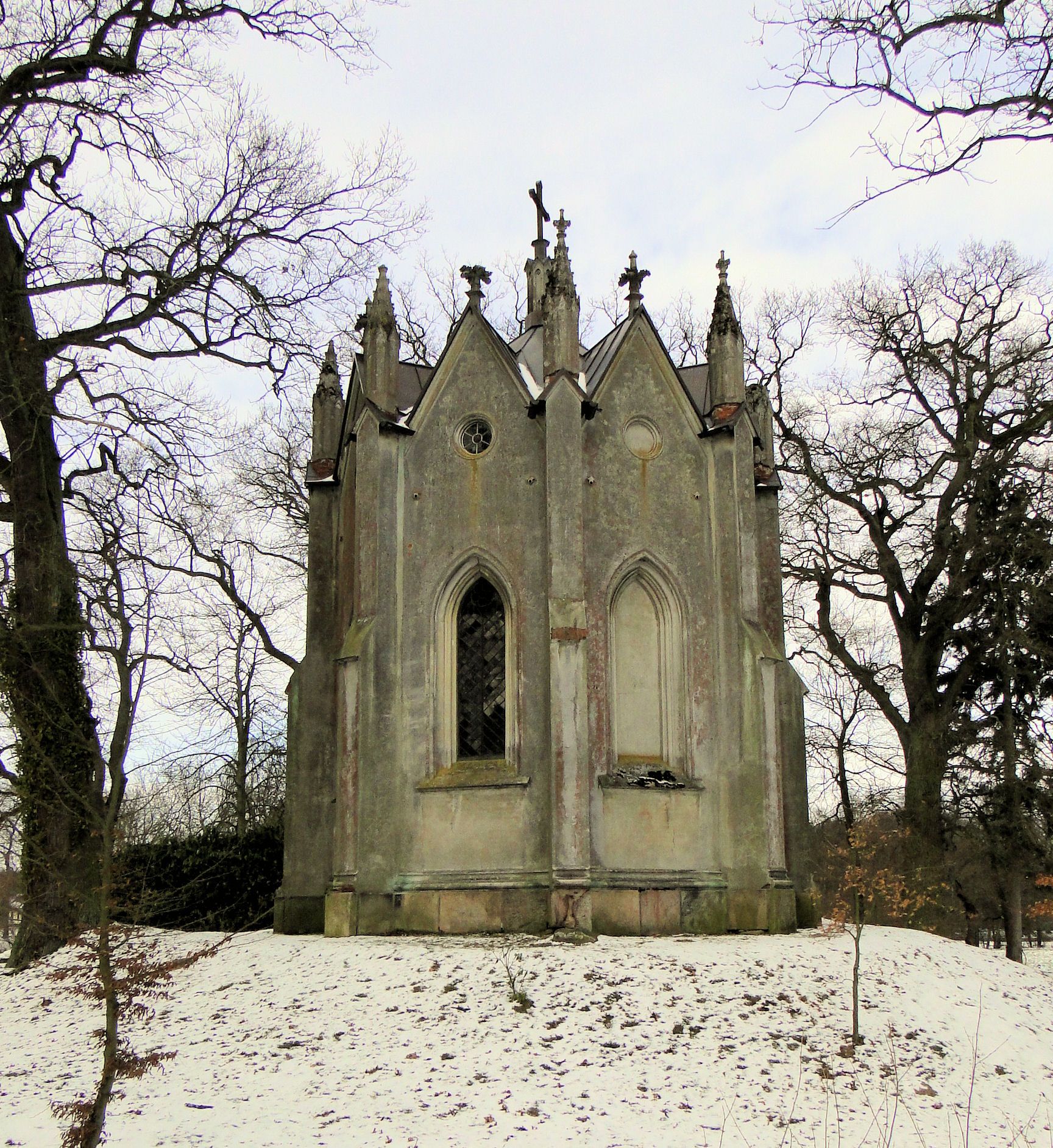
Laffert-Mausoleum

- Das vornehm wirkende Herrenhaus Lehsen steht als zweigeschossiger Putzbau von neun Achsen auf einem niedrigen Kellergeschoss mit geschliffenen Granitquadern. Der vorgelagerte Altan besitzt eine zweistufige Freitreppe. Die Hoffassade wird durch einen dreiachsigen Mittelrisalit gegliedert, das Portikus mit vier Kolossalsäulen toskanischer Ordnung schließt mit einem relativ flachen Dreiecksgiebel ab. Das Zifferblatt mit der Uhr wurde nach 1880 eingefügt. Über eine eingezogene vierstufige Treppe gelangt man in die Vorhalle mit einer anspruchsvollen Fassadengestaltung (stilistisch wie beim Herrenhaus Schönfeld). Das Herrenhaus in Lehsen wurde 1822 im Auftrag der Familie von Laffert durch Joseph Christian Lillie errichtet. Die beiden seitlichen pavillonartigen Anbauten erfolgten 1880/90.
- 1847 eröffnete im Ort eine Wasserheilanstalt.
- Mausoleum der Familie von Laffert von 1868 auf einem Turmhügel
- Eine angeblich bis zu 550 Jahre alte Stieleiche/Quercus robur (Straße: Zur Eiche), die auch in der Liste der dicksten Eichen in Deutschland aufgeführt wird, leider mit Blitz- und Brandschäden; zwei weitere sehenswerte Eichen stehen an der Ortsdurchgangsstraße

## Persönlichkeiten
- Adolf August Hermann von Buchwald (1845–1913), Senatspräsident am Reichsgericht